# Mühlenwalde
Mühlenwalde war ein Ort im Kreis Heiligenbeil in Ostpreußen. Seine Ortsstelle befindet sich jetzt im Munizipalkreis Rajon Bagrationowsk (Stadtkreis Preußisch Eylau) in der russischen Oblast Kaliningrad (Gebiet Königsberg (Preußen)).

## Geographische Lage
Die Ortsstelle Mühlenwaldes liegt im südlichen Westen der Oblast Kaliningrad, 14 Kilometer östlich der früheren Kreisstadt Heiligenbeil (heute russisch Mamonowo) bzw. 32 Kilometer nordwestlich der jetzigen Rajonshauptstadt Bagrationowsk (deutsch Preußisch Eylau).

## Geschichte
Der Ziegeleiort Mühlenwalde wurde im Jahre 1855 gegründet. Er war zunächst ein Wohnplatz innerhalb von Groß Rödersdorf (russisch Nowosjolowo) im ostpreußischen Kreis Heiligenbeil. Am 25. Oktober 1900 [wurde] „das Grundstück Groß Rödersdorf Nr. 7, genannt Mühlenwalde, in den Gutsbezirk Schönrade im Amtsbezirk Jäcknitz“ (russisch Usornoje) eingegliedert.
Mit dem gesamten nördlichen Ostpreußen kam Mühlenwalde 1945 in Kriegsfolge zur Sowjetunion. Dabei verliert sich seine Spur ebenso wie die der Gemeinde Schönrade. Beide Orte werden nicht mehr besiedelt worden sein, und so gilt Mühlenwalde heute als mit Schönrade untergegangen. Die Ortsstelle liegt im Rajon Bagrationowsk (Stadtkreis Preußisch Eylau) in der Oblast Kaliningrad der Russischen Föderation.

## Religion
Mühenwalde war bis 1945 in das evangelische Kirchspiel der Kirche Bladiau (russisch Pjatidoroschnoje) in der Kirchenprovinz Ostpreußen der Kirche der Altpreußischen Union eingegliedert.

## Verkehr
Die nur noch schwer auffindbare Ortsstelle Mühlenwaldes ist auf Landwegen von der Ortsstelle Schönrade an der Straße 27K-157 aus zu erreichen.